# جغن لوي كرد
جغن‌ لوي كرد هي قرية في مقاطعة ماكو، إيران. يقدر عدد سكانها بـ 358 نسمة بحسب إحصاء 2016.